# 당골
"당골"은 2025년에 개봉한 대한민국의 영화이다.

## 제작진

### 제작사
- 한국영상대학교
- 국악방송

### 배급사
- 무빙픽쳐스컴퍼니

### 감독
- 홍태선

## 등장인물

### 주연
- 이자은 : 명길 역

### 조연
- 조성희 : 이춘희 역
- 김진욱 : 필순보살 역

## 같이 보기
- 2025년 대한민국의 영화 목록